# Крокслі (станція метро)
51°38′50.06″ пн. ш. 0°26′29.4″ зх. д. / 51.6472389° пн. ш. 0.441500° зх. д.

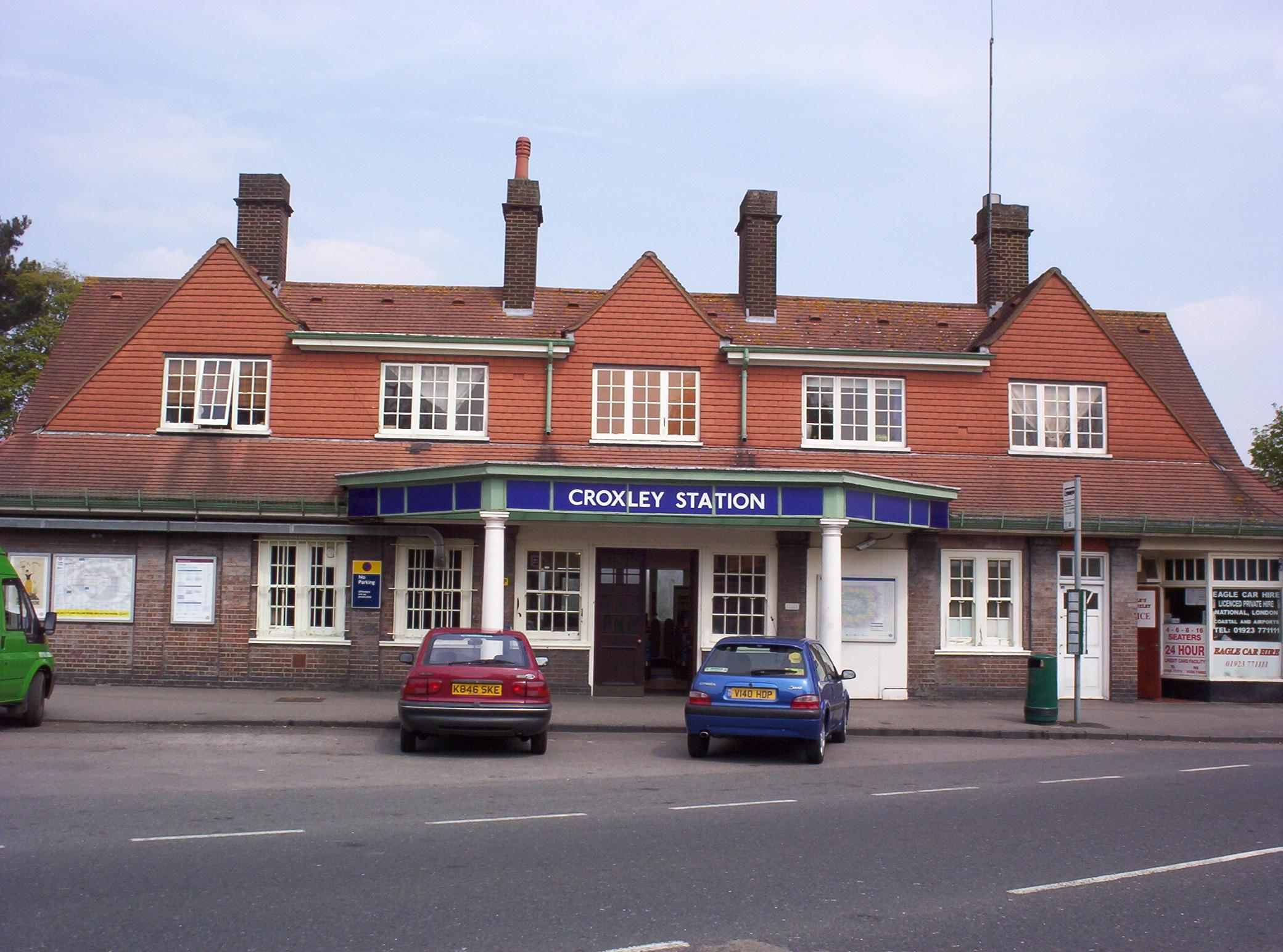
Вхід до станції Крокслі

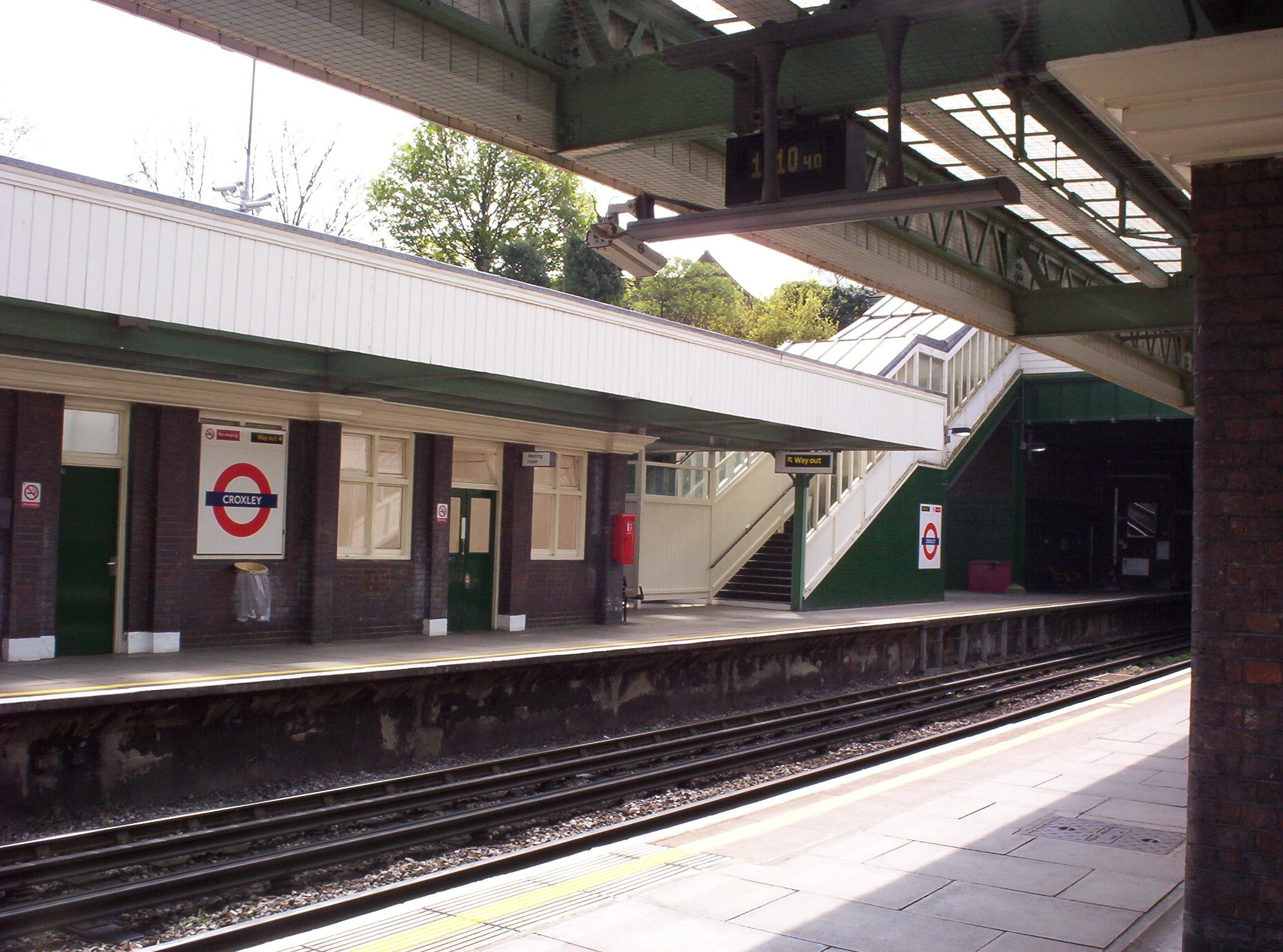
Платформи станції Крокслі

Крокслі (англ. Croxley) — станція лінії Метрополітен Лондонського метро. Розташована у 7-й тарифній зоні, у районі Крокслі-Грін, Рікмансворт, Гартфордшир, між станціями Вотфорд та Мур-парк. Пасажирообіг на 2017 рік — 1.13 млн. осіб.
Конструкція станції — наземна відкрита з двома береговими платформами.

## Історія
- 2. листопада 1925 — відкриття станції у складі Metropolitan Railway (сьогоденна лінія Метрополітен), як Крокслі-Грін
- 23. травня 1949 — перейменовано на Крокслі
- 14. листопада 1966 — закриття товарної станції[2]

## Послуги
| Попередня станція | Лінія | Лінія                               | Лінія | Наступна станція |
| ----------------- | ----- | ----------------------------------- | ----- | ---------------- |
| Вотфорд           |       | Лондонське метро Лінія Метрополітен |       | Мур-парк         |